# Signe Rink
Nathalie Sophia Nielsine Caroline Rink née Møller (24 janvier 1836 - 19 avril 1909) est une écrivaine et ethnologue danoise du Groenland. Avec son mari Hinrich Johannes Rink, elle fonde le premier journal du Groenland, Atuagagdliutit, en 1861. Elle est probablement la première femme à publier des ouvrages sur le Groenland et la culture groenlandaise.

## Biographie
Nathalie Sophia Nielsine Caroline Møller née le 24 janvier 1836 à Paamiut au Groenland. Ses parents sont Antonette Ernestine Constance Tommerup et l'administrateur colonial danois Jørgen Nielsen Møller. Elle est élevée au Groenland jusqu'en 1850 environ, date à laquelle elle est envoyée à l'école au Danemark. À 17 ans, elle épouse le géographe danois et chercheur travaillant sur le Groenland Hinrich Rink. Le couple habite au Groenland où Hinrich est inspecteur du gouvernement à Nuuk. Ils sont en contact avec des personnes telles que le linguiste Samuel Kleinschmidt qui s'intéressent aux Groenlandais et à leur culture.  
En 1868, Rink quitte le Groenland car son mari est en mauvaise santé. Ils emportent avec eux une collection d'illustrations de contes folkloriques illustrant la vie quotidienne des Groenlandais autochtones créés par Aron de Kangeq et qui plaisent particulièrement à Sign Rink. Elle fait don de cette collection au Musée national du Danemark. Les aquarelles de Kangeq, qui composent également une partie importante de la collection, ont été redécouvertes en 1960 et transférées au Musée national du Groenland. 
Après Copenhague, le couple déménage à Kristiania en 1883. C'est là que Signe Rink écrit et publie Grønlændere (1886), Grønlændere og Danske i Grønland (1887), Koloni-Idyller fra Grønland (1888) et Fra det Grønland der gik (1902),.  
Signe Rink meurt à Oslo le 19 avril 1909,.

## Publications
Plusieurs livres et nouvelles de Rink sont traduits en anglais, mais aucun ne semble être disponible en français.  
- (en) Signe Rink, « The Girl and the Dogs—an Eskimo folk-tale with comments », American Anthropologist, no 6,‎ juin 1898, p. 181–187 (DOI 10.1525/aa.1898.11.6.02a00030)
- (en) Signe Rink, Eden of the North, International Polar Institute Press, 2014, 155 p. (ISBN 978-0-9829155-6-1, lire en ligne) - Traduction de Koloni-Idyller fra Grønland (1888)
- (en) Signe Rink, Kayakmen : Tales of Greenland's Seal Hunters, International Polar Institute, 2016, 128 p. (ISBN 978-0-9961938-4-9, lire en ligne) - Traduction de Kayakmænd (1896)